# Neuharlingersiel
Neuharlingersiel település Németországban, azon belül Alsó-Szászország tartományban. Lakosainak száma 1067 fő (2023. december 31.). Neuharlingersiel Spiekeroog, Werdum, Stedesdorf és Esens községekkel határos.

## Népesség
A település népességének változása:
| Lakosok száma | 985  | 963  | 967  | 1025 | 1093 | 1067 |
|               | 2016 | 2017 | 2019 | 2021 | 2022 | 2023 |